# Anh em nhà Wright
Anh em nhà Wright là hai anh em người Mỹ gồm Orville Wright (19 tháng 8 năm 1871 - 30 tháng 1 năm 1948) và Wilbur Wright (16 tháng 4 năm 1867 - 30 tháng 5 năm 1912), là những người đầu tiên thử nghiệm thành công cho máy bay bay được.
Anh em nhà Wright đã sáng tác ra Wright Flyer, là một trong những máy bay trong lịch sử nhân loại được thực hiện vào ngày 17 tháng 12 năm 1903 tại đồi Kill Devil, Kitty Hawk, bang Bắc Carolina, Mỹ. Mỗi anh em thực hiện hai chuyến bay vào ngày hôm đó. Lần bay đầu tiên, do Orville thực hiện kéo dài 12 giây và bay được khoảng 36.5 mét(120 ft). Lần bay cuối cùng, do Wilbur thực hiện kéo dài 59 giây và đi được 296 mét. Chiếc máy bay lúc đó được gọi là Flyer I. Nó có sải cánh khoảng 12 mét và nặng khoảng hơn 300 kg, với động cơ xăng 12 mã lực. Hiện nay nó đang được bảo tồn tại Viện bảo tàng Hàng không và Không gian Quốc gia Hoa Kỳ Smithsonian tại Washington, D. C..
Tuy chiếc máy bay chưa thể tự cất cánh mà phải nhờ một thiết bị phóng bằng vật nặng cho thả rơi và khi cất cánh, hạ cánh phải lựa theo chiều gió, nhưng sự kiện này đã gây ra được tiếng vang dư luận rất lớn. Thiên tài của hai anh em nhà Wright đã biến giấc mơ từ ngàn xưa của loài người thành sự thật.
Hai anh em nhà Wright đã thành lập một hãng máy bay. Nhưng sau đó do bị cạnh tranh khốc liệt với các nhà kinh doanh máy bay khác, cộng thêm Wilbur bị mắc bệnh và qua đời nên Orville đã bán hãng sản xuất máy bay Wright với giá ít ỏi.